# 呼吸系统疾病
呼吸系统疾病（Respiratory Diseases），是指局限于呼吸系统的疾病，从生理上分为两类：阻塞性肺病和限制性肺疾病；从解剖学上可分为：上呼吸道疾病、下呼吸道疾病、肺间质疾病和血管性肺病。

## 阻塞性肺病（Obstructive lung diseases）
- 支气管炎（Bronchitis）
- 小支气管炎（Bronchiolitis）
- 肺气肿（Emphysema）
- 哮喘（Asthma）
- 慢性阻塞性肺病[Chronic obstructive pulmonary disease (COPD)]
- 支气管扩张（Bronchiectasis）
- 棉尘症（Byssinosis）

## 限制性肺疾病（Restrictive lung diseases）
- 肺纤维化（Fibrosis）
- 结节病（Sarcoidosis）
- 胸腔积液（Pleural effusion）
- 过敏性肺炎（Hypersensitivity pneumonitis）
- 石棉肺（Asbestosis）
- 胸膜炎（Pleurisy）

## 感染性肺病（Infectious lung diseases）
- 上呼吸道感染（Upper respiratory tract infections）
- 下呼吸道感染（Lower respiratory tract infections or Pneumonia）
- 肺结核（Tuberculosis）

## 肺间质疾病（SB）
- 特发性肺纤维化（Idiopathic pulmonary fibrosis, IPF）
- 结节病（Sarcoidosis）
- 尘肺病（Pneumoconiosis）

## 血管性肺病（Vascular lung diseases）
- 肺水肿（Pulmonary edema）
- 肺栓塞（Pulmonary embolism）
- 肺动脉高压（Pulmonary hypertension）

## 呼吸系统肿瘤（Respiratory tumors）
- 肺癌（Lung cancer）